# Chromaspirina punctata
Chromaspirina punctata är en rundmaskart som först beskrevs av Nathan Augustus Cobb 1920.  Chromaspirina punctata ingår i släktet Chromaspirina och familjen Desmodoridae. Inga underarter finns listade i Catalogue of Life.